# Шкиткин, Борис Васильевич
Борис Васильевич Шкиткин (29 февраля 1936 года — 1 мая 2015, Москва) — советский российский спортсмен (шашки), шашист, шашечный тренер, шашечный композитор, шашечный деятель, арбитр в соревнованиях по шашечной композиции.
Двукратный чемпион СССР по шашечной композиции в разделе миниатюр (международные шашки) — (1976, 1980). Вице-чемпион СССР 1965 года по международным шашкам. Трёхкратный чемпион Москвы, Вооруженных Сил. Б. В. Шкиткин неоднократно избирался членом президиума федераций шашек Москвы и СССР, долгие годы одновременно выполняя обязанности председателя Всесоюзной комиссии по шашечной композиции (1970–1984).
Судил I и V чемпионаты Литвы по шашечной композиции (1981, 1987)
Международный гроссмейстер по шашечной композиции почетной степени (GMI HC), Международный мастер по игре.